# Giovanni Andrea Carlone
Pour les articles homonymes, voir Carlone.
Pour les autres membres de la famille, voir Famille Carlone.
Giovanni Andrea Carlone dit il Genovese (« le Génois ») (né le 16 mai 1639 à Gênes et mort le 4 avril 1697  dans la même ville) est un peintre de la famille d'artistes d'origine tessinoise installée à Gênes.

## Biographie
Giovanni Andrea Carlone est le fils de Giovanni Battista Carlone et le neveu de Giovanni Bernardo Carlone, tous deux peintres, eux-mêmes fils du sculpteur Taddeo Carlone.

## Œuvres
Pérouse :
- Fresques, 
  - Lunettes et coupole, église San Ercolano,
  - Croisée du transept de l'église del Gesù (1656),
  - Tribune de l’oratoire San Filippo Neri (1668),